# Euplexia viridissima
Euplexia viridissima là một loài bướm đêm trong họ Noctuidae.